# Amilcare Malagola
Amilcare Malagola (Módena, 24 de diciembre de 1840 – Fermo, 22 de junio de 1895) fue un cardenal y arzobispo católico italiano.

## Biografía
Nació en Módena el 24 de diciembre de 1840.
Ordenado sacerdote en 1863 en Roma. Obispo de Ascoli Piceno de 1876 y posteriormente arzobispo de Fermo desde 1877.
El Papa León XIII lo elevó al rango de cardenal en el consistorio del 16 de enero de 1893.
Fue el último arzobispo de Fermo en tener título cardinalicio.
Murió el 22 de junio de 1895 a la edad de 54 años. El obispo de Forlì, Raimondo Jaffei, pronunció el elogio fúnebre.